# Stanisław Ruziewicz
Stanisław Ruziewicz (Podstaje, 29 de agosto de 1889 — Lviv, 12 de julho de 1941) foi um matemático polonês.
Ruziewicz estudou matemática, orientado por Wacław Sierpiński na Universidade de Lviv, onde foi depois professor.
Foi preso pela Gestapo, em 11 de julho de 1941, e assassinado no dia seguinte.